# Musique de Star Wars

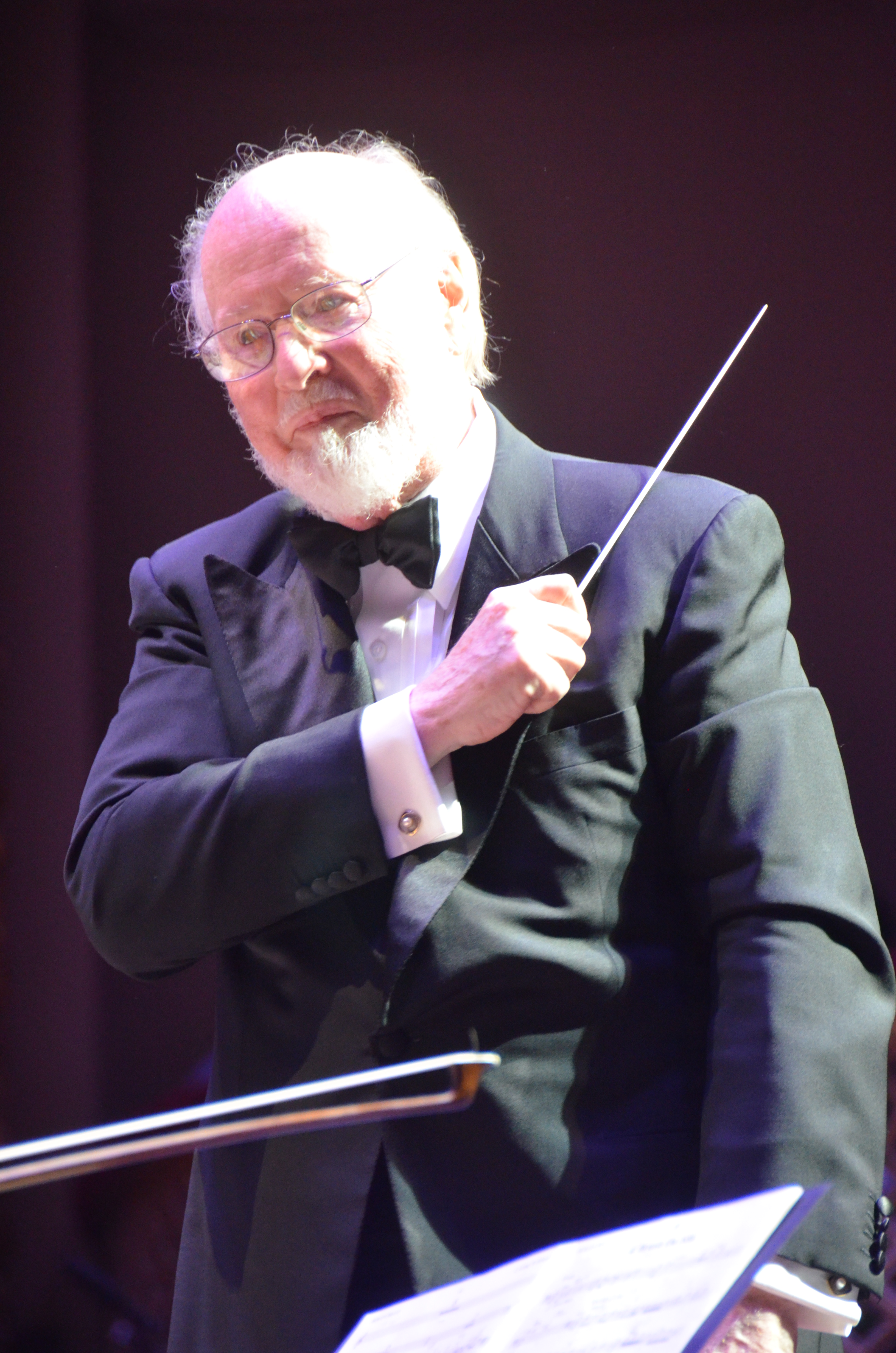
John Williams compositeur des trois trilogies Star Wars.

La musique de Star Wars est l'ensemble des morceaux écrits pour les films, séries et jeux vidéo Star Wars.
La musique des neuf longs métrages principaux a été écrite par John Williams. Son travail sur cette saga compte parmi les contributions les plus connues et les plus populaires de la musique de film. Il y utilise notamment la technique du Leitmotiv en créant plus d’une cinquantaine de thèmes musicaux récurrents pour représenter les personnages et d’autres éléments de l’intrigue.

## Films
| Année | Film                                                               | Compositeur       |
| ----- | ------------------------------------------------------------------ | ----------------- |
| 1977  | Star Wars, épisode IV : Un nouvel espoir (bande originale)         | John Williams     |
| 1980  | Star Wars, épisode V : L'Empire contre-attaque (bande originale)   | John Williams     |
| 1983  | Star Wars, épisode VI : Le Retour du Jedi (bande originale)        | John Williams     |
| 1999  | Star Wars, épisode I : La Menace fantôme (bande originale)         | John Williams     |
| 2002  | Star Wars, épisode II : L'Attaque des clones (bande originale)     | John Williams     |
| 2005  | Star Wars, épisode III : La Revanche des Sith (bande originale)    | John Williams     |
| 2008  | Star Wars: The Clone Wars (bande originale)                        | Kevin Kiner       |
| 2015  | Star Wars, épisode VII : Le Réveil de la Force (bande originale)   | John Williams     |
| 2016  | Rogue One: A Star Wars Story (bande originale)                     | Michael Giacchino |
| 2017  | Star Wars, épisode VIII : Les Derniers Jedi (bande originale)      | John Williams     |
| 2018  | Solo: A Star Wars Story (bande originale)                          | John Powell       |
| 2019  | Star Wars, épisode IX : L'Ascension de Skywalker (bande originale) | John Williams     |

### Principaux thèmes récurrents
John Williams a écrit une série de thèmes et de motifs pour certains personnages et idées dans chacun des films Star Wars (leitmotivs). 

#### Main Title
Il est entendu au début, lors de l'apparition du logo Star Wars puis durant tout le résumé défilant, et à la fin de chaque film des trois trilogies Star Wars.

#### Thème de la Force
Associé à la Force, c'est le thème le plus joué avec plus d’une centaine d'apparition dans la saga.

#### Princess Leia's theme
Le thème romantique de la princesse Leia Organa est « une mélodie de princesse de conte de fées » selon John Williams. Ce thème est le plus souvent entendu dans l'épisode IV mais il est également utilisé dans les deux films suivants.

#### The Imperial March
Représentant l'Empire dans son ensemble et Dark Vador en particulier, ce thème est particulièrement populaire.

#### Thème de Han Solo et la princesse
Un « love theme » évoquant la romance entre Han Solo et Leia Organa.

#### Yoda's theme
Le thème du Maître Jedi Yoda.

#### Le thème de l'empereur
Le thème de l'empereur Palpatine dépeint le seigneur Sith et, plus généralement, le côté obscur lui-même. C'est une mélodie sinistre accompagnée par un chœur masculin.

#### Duel of the Fates
Ce thème est utilisé pour représenter l'affrontement entre le côté lumineux et le côté obscur de la Force. Très populaire, il utilise notamment un chœur mixte de 88 chanteurs qui chantent le poème gallois médiéval Cad Goddeu (en) en sanskrit (langue choisie par John Williams parmi les langues anciennes qu'il pouvait prendre et qui donne un effet « religieux »).

#### Across the Stars
Ce thème romantique est associé à l'amour interdit entre Anakin Skywalker et Padmé Amidala.

#### Battle of the Heroes
Ce thème illustre le duel entre Anakin Skywalker et Obi-Wan Kenobi. Il a été créé comme le pendant tragique au morceau Duel of the Fates.

## Séries télévisées et téléfilms
| Diffusion originale | Titre                                        | Compositeur(s)                                      | Format            |
| ------------------- | -------------------------------------------- | --------------------------------------------------- | ----------------- |
| 1978                | Au temps de la guerre des étoiles            | Ian Fraser (en)                                     | Téléfilm musical  |
| 1984                | L'Aventure des Ewoks                         | Peter Bernstein                                     | Téléfilm          |
| 1985 – 1986         | Droïdes : Les Aventures de R2-D2 et C-3PO    | Patricia Cullen, David Greene et David W. Shaw      | Série d'animation |
| 1985 – 1986         | Ewoks                                        | Tay Mahal et Inshira Mahal                          | Série d'animation |
| 1985                | La Bataille d'Endor                          | Peter Bernstein                                     | Téléfilm          |
| 2003 – 2005         | Star Wars: Clone Wars                        | Paul Dinletir, James L. Venable                     | Série d'animation |
| 2008 – 2014 et 2020 | Star Wars: The Clone Wars                    | Kevin Kiner                                         | Série d'animation |
| 2013 – 2014         | Lego Star Wars : Les Chroniques de Yoda      | La série utilise les musiques originales des films. | Série d'animation |
| 2014 – 2018         | Star Wars Rebels                             | Kevin Kiner                                         | Série d'animation |
| 2015                | Lego Star Wars : Les Contes des Droïdes      | La série utilise les musiques originales des films. | Série d'animation |
| 2016 – 2017         | Lego Star Wars : Les Aventures des Freemaker | Michael Kramer                                      | Série d'animation |
| 2017 – 2018         | Star Wars : Forces du destin                 | Ryan Shore (en)                                     | Série d'animation |
| 2018 – 2020         | Star Wars Resistance                         | Michael Tavera                                      | Série d'animation |
| 2019 –              | The Mandalorian (bande originale)            | Ludwig Göransson                                    | Série télévisée   |
| 2021 –              | Star Wars: The Bad Batch                     | Kevin Kiner                                         | Série d'animation |
| 2021 – 2023         | Star Wars: Visions                           | Divers (un compositeur par épisode)                 | Série d'animation |
| 2021 – 2022         | Le Livre de Boba Fett                        | Ludwig Göransson                                    | Série télévisée   |
| 2022                | Obi-Wan Kenobi                               | Natalie Holt, John Williams (thème principal)       | Série télévisée   |
| 2022 –              | Andor                                        | Nicholas Britell                                    | Série télévisée   |
| 2022 –              | Tales of the Jedi                            | Kevin Kiner                                         | Série d'animation |
| 2023 –              | Star Wars : Les Aventures des petits Jedi    | Matthew Margeson                                    | Série d'animation |
| 2023                | Ahsoka                                       | Kevin Kiner                                         | Série télévisée   |
| En production       | Skeleton Crew                                | NC                                                  | Série télévisée   |
| En production       | The Acolyte                                  | NC                                                  | Série télévisée   |

## Jeux vidéo
| Année | Titre                                                      | Compositeur(s)                                                                      |
| ----- | ---------------------------------------------------------- | ----------------------------------------------------------------------------------- |
| 1994  | Star Wars: TIE Fighter                                     | Clint Bajakian                                                                      |
| 1995  | Star Wars: Dark Forces                                     | Clint Bajakian                                                                      |
| 1996  | Star Wars: Shadows of the Empire                           | Joel McNeely                                                                        |
| 1998  | Star Wars: Rogue Squadron                                  | Chris Hülsbeck                                                                      |
| 2001  | Star Wars: Rogue Squadron II - Rogue Leader                | Chris Hülsbeck                                                                      |
| 2002  | Star Wars: Bounty Hunter                                   | Jeremy Soule                                                                        |
| 2003  | Star Wars: Knights of the Old Republic                     | Jeremy Soule                                                                        |
| 2003  | Star Wars: Rogue Squadron III - Rebel Strike               | Chris Hülsbeck                                                                      |
| 2005  | Star Wars: Knights of the Old Republic II - The Sith Lords | Mark Griskey (en)                                                                   |
| 2005  | Star Wars: Republic Commando                               | Jesse Harlin                                                                        |
| 2006  | Star Wars: Empire at War                                   | Frank Klepacki                                                                      |
| 2008  | Star Wars : Le Pouvoir de la Force                         | Mark Griskey (en)                                                                   |
| 2010  | Star Wars : Le Pouvoir de la Force II                      | Mark Griskey (en)                                                                   |
| 2011  | Star Wars: The Old Republic                                | Mark Griskey (en), Lennie Moore, Peter McConnell, Steve Kirk, Jared Emerson-Johnson |
| 2015  | Star Wars Battlefront                                      | Gordy Haab (en)                                                                     |
| 2017  | Star Wars Battlefront II                                   | Gordy Haab (en)                                                                     |
| 2019  | Star Wars Jedi: Fallen Order                               | Stephen Barton, Gordy Haab (en)                                                     |
| 2020  | Star Wars: Squadrons                                       | Gordy Haab (en)                                                                     |
| 2023  | Star Wars Jedi: Survivor                                   | Stephen Barton, Gordy Haab (en)                                                     |

## Récompenses et nominations
- Star Wars, épisode I : La Menace fantôme
  - BMI Film and TV Awards de la meilleure musique de film
  - nomination au Grammy Awards de la meilleure composition instrumentale pour un film
- Star Wars, épisode II : L'Attaque des clones
  - BMI Film and TV Awards de la meilleure musique de film
  - nomination au World Soundtrack Awards de la meilleure bande originale
  - nomination au Saturn Award de la meilleure musique
- Star Wars, épisode III : La Revanche des Sith
  - Saturn Award de la meilleure musique
  - nomination au Grammy Awards de la meilleure musique de film
- Star Wars, épisode IV : Un nouvel espoir
  - Oscar de la meilleure musique de film
  - Golden Globe de la meilleure musique de film
  - British Academy Film Award de la meilleure musique de film
  - Grammy Awards de la meilleure musique de film
  - Saturn Award de la meilleure musique
  - Los Angeles Film Critics Association Awards de la meilleure musique
- Star Wars, épisode V : L'Empire contre-attaque
  - British Academy Film Award de la meilleure musique de film
  - Grammy Awards de la meilleure musique de film
  - nomination à l'Oscar de la meilleure musique de film
  - nomination au Golden Globe de la meilleure musique de film
  - nomination au Grammy Awards de la meilleure performance instrumentale
  - nomination au Saturn Award de la meilleure musique
- Star Wars, épisode VI : Le Retour du Jedi
  - Grammy Awards de la meilleure musique de film
  - nomination à l'Oscar de la meilleure musique de film
  - nomination au Grammy Awards de la meilleure bande originale
  - nomination au Saturn Award de la meilleure musique
- Star Wars, épisode VII : Le Réveil de la Force
  - International Film Music Critics Association
    - Partition de film de l'année pour John Williams
    - Meilleure partition pour un film de fantasy / science-fiction / horreur
    - Composition musicale de film de l'année pour The Jedi Steps and Finale

  - Saturn Award de la meilleure musique
  - nomination à l'Oscar de la meilleure musique de film
  - nomination au British Academy Film Award de la meilleure musique de film
- Star Wars, épisode VIII : Les Derniers Jedi
  - nomination à l'Oscar de la meilleure musique de film
- Star Wars, épisode IX : L'Ascension de Skywalker
  - nomination à l'Oscar de la meilleure musique de film
  - nomination au British Academy Film Award de la meilleure musique de film

Les albums d'Un nouvel espoir et de La menace fantôme ont été certifiés disques de platine (1 000 000 d'unités vendues), les albums de L'Empire contre-attaque et de L'Attaque des clones ont quant à eux été certifiés disque d'or (500 000 unités vendues).